# Elektor (Zeitschrift)
Elektor ist eine Fachzeitschrift für Elektronik, technische Informatik und angewandte Computertechnik.
Sie wird seit Mai 1970 in deutscher Sprache von der Elektor-Verlag GmbH in Aachen (in den Anfangsjahren in Gangelt) herausgegeben und ist eine der letzten verbliebenen Zeitschriften für Hobbyelektroniker. Neben der schon länger erscheinenden niederländischen Mutterausgabe gibt es auch eine englische und eine französische Ausgabe. Der Übersetzer der deutschen Ausgabe war anfangs der spätere Fernsehjournalist Wolfgang Back.

## Details
Elektor ist eine wichtige Quelle für elektrotechnische Informationen und Elektroniklösungen für Hobbyisten, Ingenieure und Unternehmen. 
Jährlich erscheinen sechs Doppelausgaben, die durch das verlagseigene Labor getestete, nachbausichere Projekte und Schaltungen bieten. Bis Ende 2016 war das Magazin monatlich erschienen, mit einer Doppelausgabe August–September (Halbleiterheft). Das vornehmlich in den 1970er und 1980er Jahren gestaltete Layout war an vielen Stellen mit liebevoll gezeichneten Grafiken versehen.
Seit 2019 erscheint das Elektor-Magazin in einem neuen Layout mit neuem Logo, das auch jüngere Generationen von Elektronikingenieuren ansprechen soll.  
Mit der Mai/Juni-Ausgabe 2020 (Heft-Nr. 573) feierte der Elektor Verlag sein 50-jähriges Firmenjubiläum.
Da Elektor zum 1. Oktober 2012 aus der IVW (der Informationsgemeinschaft zur Feststellung der Verbreitung von Werbeträgern e. V.) ausgetreten ist, sind für Werbekunden seitdem keine unabhängigen Auflagenzahlen mehr verfügbar. Die Eigenaussage liegt bei 35.000 Exemplaren 2014 in Deutschland.
Mit Erscheinen der Ausgabe 07–08/2018 hat sich die Zeitschrift in ElektorLabs umbenannt. Mit der Ausgabe 01–02/2020 erfolgte eine erneute Umbenennung zurück zum ursprünglichen Namen Elektor.

## Name

USB-Stick des Elektor Mag-Archivs 1970-2024
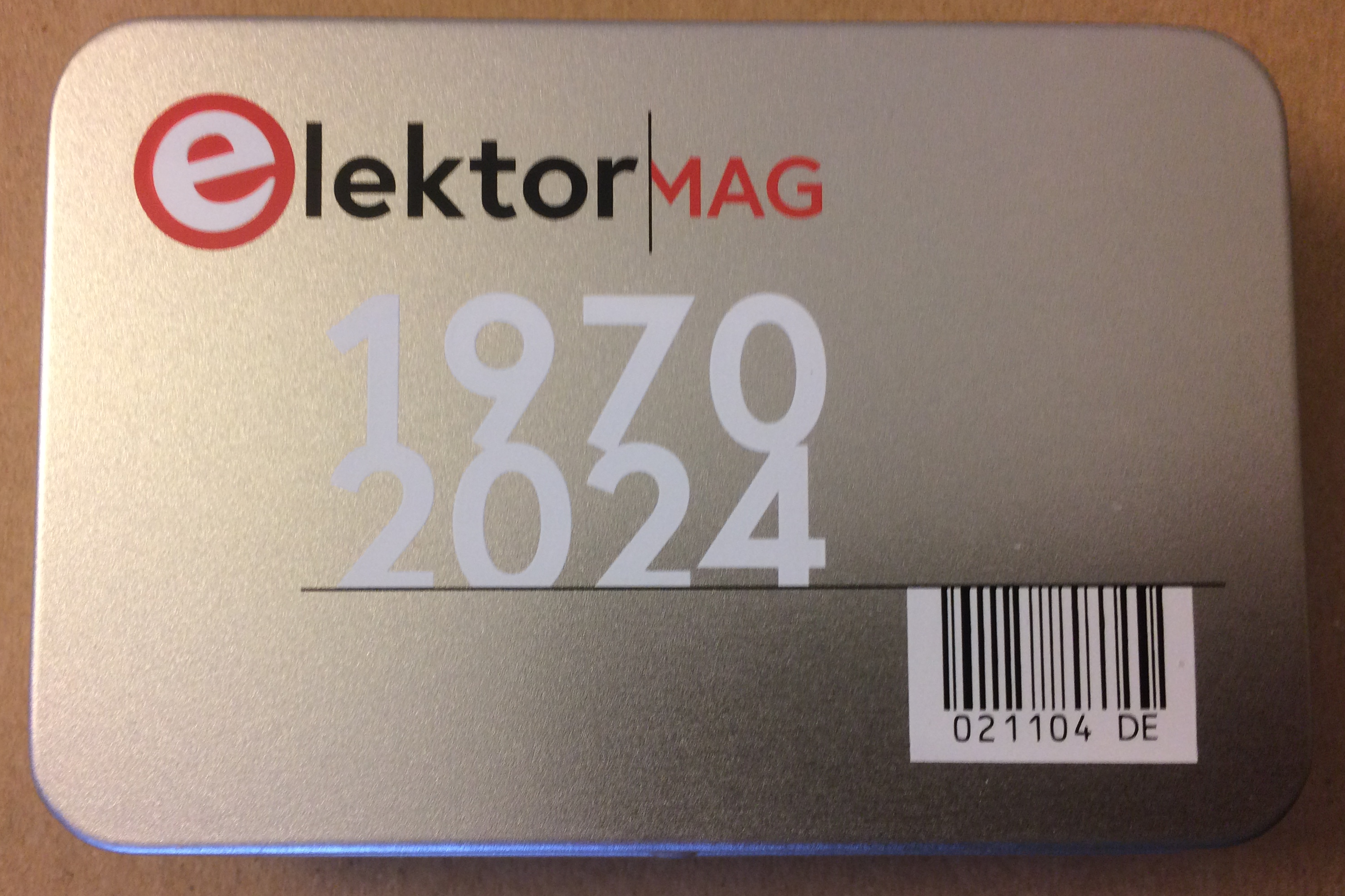
Schatulle Deckel
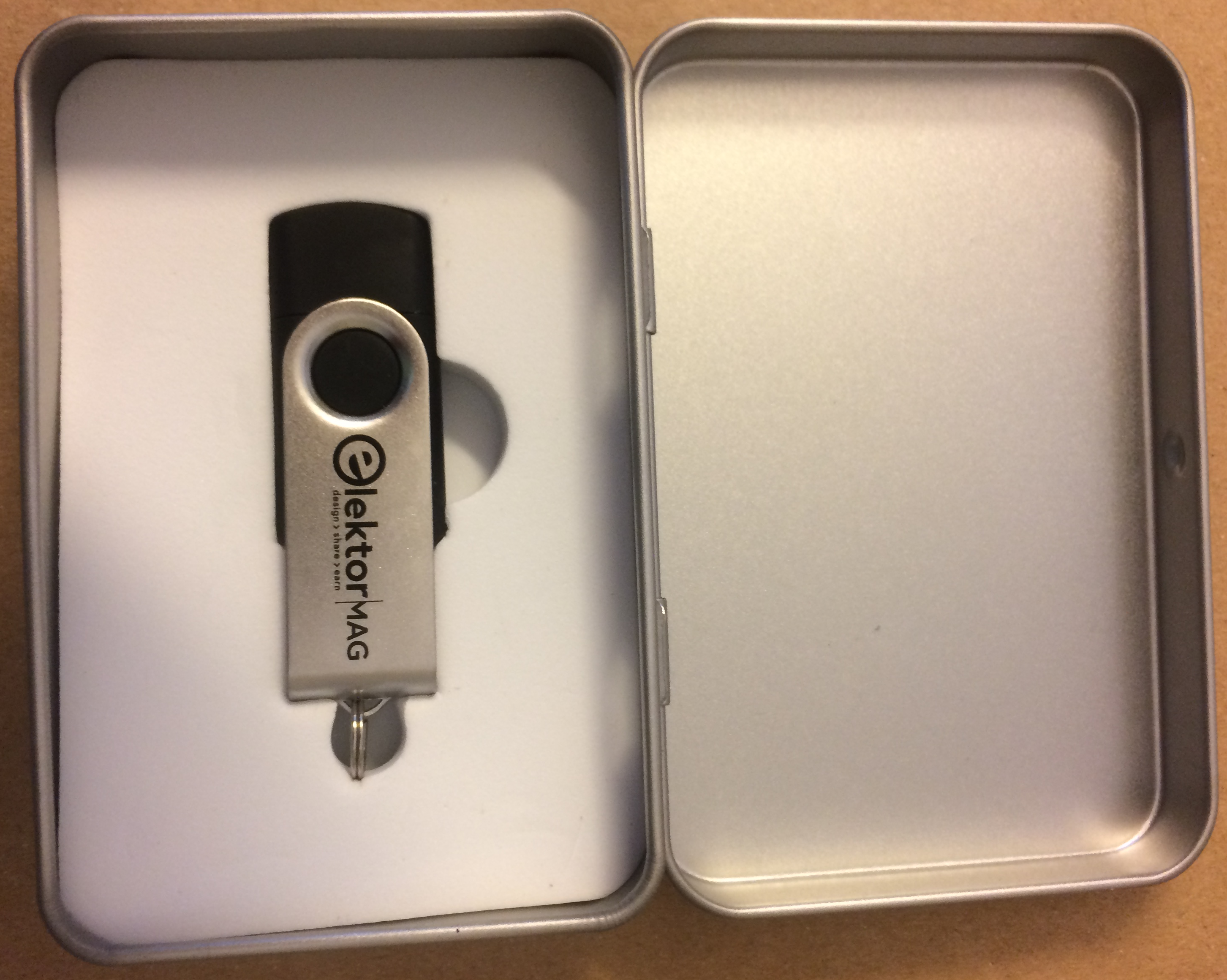
Schatulle innen

Der Name ist eine Eindeutschung des Titels der niederländischen Mutterausgabe Elektuur; dieser setzt sich aus den Wörtern Elektronica = „Elektronik“ und Lektuur = „Lektüre, Lesematerial“ zusammen, demnach ist der deutsche Titel durch Zusammenziehung aus den Wörtern Elektronik und Lektor gebildet.
Im Zuge der internationalen Ausrichtung des Geschäftes erscheinen seit Oktober 2007 alle Ausgaben unter dem Namen Elektor, auch die niederländische Mutter-Ausgabe.
Der Name wird auf der Titelgrafik, bis auf die Jahrgänge in den 1990er Jahren, mit einer Anfangsminuskel („elektor“), sonst mit einer Anfangsmajuskel („Elektor“) geschrieben.